# Hans Beimler
Hans Beimler, född som Johannes Baptist Beimler 2 juli 1895 i München, död  1 december 1936 i Madrid, var en tysk kommunistisk politiker (KPD). Han var riksdagsledamot och var bland annat politisk kommissarie i bataljon Thälmann i XI internationella brigaden i spanska inbördeskriget.

### Översättning
Den här artikeln är helt eller delvis baserad på material från tyskspråkiga Wikipedia.